# Affaire des fiches
L'affaire delle fiches (in italiano: scandalo dei fascicoli, a volte anche chiamato l'affaire des casseroles), fu uno scandalo politico scoppiato nel 1904 in Francia, durante la Terza Repubblica francese. Si trattava di un'operazione di schedatura politica e religiosa clandestina degli appartenenti all'esercito francese organizzata da parte del generale Louis André, ministro della Guerra.
Dal 1900 al 1904, le amministrazioni prefettizie, le logge massoniche del Grande Oriente di Francia e le altre reti di intelligence operanti in Francia ad inizio del XX secolo erano attive nello schedare gli orientamenti politici e religiosi degli ufficiali. Tali informazioni, raccolte in schede o fascicoli, venivano regolarmnete inviate all'ufficio del generale André allo scopo di influenzare le decisioni circa la distribuzione di promozioni e onorificenze all'interno dell'esercito. Questi documenti, frutto di schedatura clanedstina, erano generalmente preferiti dal generale André ai rapporti ufficiali del comando militare; ciò gli permise di istituire un sistema informale del tutto parallelo ai canali ufficiali, in cui era assicurato l'avanzamento di carriera degli ufficiali repubblicani, massonici e "liberi pensatori", mentre coloro che erano identificati come nazionalisti, cattolici o sospettati di essere in sintonia con uno qualsiasi dei vari filoni del realismo monarchico venivano sistematicamente ostacolati.
Per il Grande Oriente e il gabinetto di André, lo scopo era quello di garantire la lealtà del Corpo degli Ufficiali al regime politico dominante della Terza Repubblica, in un contesto politico perennemente instabile in cui si agitavano scontri istituzionali prossimi al colpo di Stato da parte degli ambienti nazionalisti che allignavano all'interno dell'esercito. In particolare a seguito dell'affare Dreyfus la sinistra e i radicali accusarono apertamente l'esercito francese di simpatie anti-repubblicane.
Lo scandalo divenne di dominio pubblico il 28 ottobre 1904, quando il deputato Jean Guyot de Villeneuve alla Camera dei Deputati svelò il sistema di schedatura istituito dal generale André e dal Grande Oriente, producendo a sostegno delle sue accuse i fascicoli che gli erano stati consegnati da Jean-Baptiste Bidegain, deputato alla Camera dei Deputati e segretario generale del Grande Oriente. Il ministro dapprima negò di essere a conoscenza delle attività di cui era stato accusato, ma durante la seduta dell'4 novembre, Guyot de Villeneuve produsse dei documenti che coinvolgevano direttamente André. La seduta fu particolarmente accesa e il deputato nazionalista Gabriel Syveton arrivò a schiaffeggia il ministro della Guerra, scatenando una rissa nell'emiciclo.
Lo scandalo animò l'opinione pubblica. I colpi di scena e le rivelazioni si susseguirono per diversi mesi, mentre la stampa pubblicava regolarmente le schede in questione. Nonostante l'appoggio di Jean Jaurès e del Bloc des gauches, il governo di Émile Combes cadde il 15 gennaio 1905, travolto dallo scandalo. Il gabinetto Rouvier, che gli successe, condannò formalmente le attività clandestine di schedatura, adottò sanzioni simboliche contro la pratica e perseguì una politica di pacificazione. Tuttavia, anche dopo il 1905, il sistema degli archivi continuò, non coinvolgendo più il Grande Oriente, ma sulla base delle informazioni raccolte dalle prefetture. Solo nel 1913, il ministro della Guerra Alexandre Millerand vi pose definitivamente fine.
Questo sistema di schedatura politica, oltre a provocare una crisi morale negli ambienti dreyfusardi divisi sulla priorità da dare tra la difesa della Repubblica e la tutela della libertà di coscienza, sembra aver indebolito l'alto comando militare, a causa di più di dieci anni di discriminazione nella promozione degli ufficiali. Ciò ebbe conseguenze difficilmente valutabili nei primi mesi della Prima Guerra Mondiale.

## Contesto
Il crollo del Secondo Impero, dopo la sconfitta di Sedan nel 1870 e le violente pulsioni politiche che avevano visto la Francia post-rivoluzionaria sperimentare nell'arco di 80 anni sette differenti regimi politici (tre monarchie costituzionali, due repubbliche, due imperi bonapartisti, nonché una guerra civile che contrappose la Comune insurrezionale di stampo socialista libertario al cosiddetto governo di Versailles, formato da repubblicani moderati e orleanisti), lasciò la Francia in una profonda crisi politica e una sostanziale indecisione circa la scelta del regime istituzionale da assumere, fra una piena repubblica e aspirazioni di restaurazione monarchica. L'Assemblea nazionale impiegò nove anni, dal 1870 al 1879 a sciogliere il nodo istituzionale, finendo per adottare una costituzione repubblicana.

### Affaire Dreyfus
In questo contesto l'esercito francese riuscì a mantenersi formalmente estraneo alle lotte politiche che vedevano contrapposti monarchici e repubblicani, in una lotta politica che si concluse con la vittoria definitiva di questi ultimi nel 1879 con il cambio del Senato. Tuttavia anche se l'esercito non si è lasciato tentare dall'avventurismo di un colpo di Stato, era comunque percepito dall'opinione pubblica come una istituzione di simpatie anti-repubblicane. Tale percezione fu rafforzata dallo scoppio nel 1894 del Affare Dreyfus: il rifiuto dell'alto comando militare di far emergere la verità e l'atteggiamento altezzoso degli ufficiali chiamati a testimoniare in occasione del secondo processo Dreyfus hanno portato i repubblicani a sospettare che l'Esercito fosse uno "Stato nello Stato", in cui solo ai componenti delle famiglie conservatrici era possibile fare carriera.